# Оленин, Алексей Алексеевич
Алексе́й Алексе́евич Оле́нин (30 мая 1798 — 25 декабря 1854) — русский военный топограф, младший сын А. Н. Оленина; член декабристского «Союза благоденствия», действительный статский советник.

## Биография
Младший сын Алексея Николаевича Оленина и Елизаветы Марковны, урождённой Полторацкой. Родился в Петербурге, крещен 13 июня 1798 года в церкви Успения Пресвятой Богородицы на Сенной при восприемстве князя А. А. Долгорукова и бабушки А. А. Полторацкой. Первоначальное образование получил под руководством отца в родительском доме на Фонтанке. Позднее обучался в Пажеском корпусе, куда был определён по особому роспоряжению императора после гибели при Бородино старшего брата Николая.
Местом летнего отдыха семьи Олениных служило небольшое пригородное имение Приютино, в 17 верстах от столицы. Двери этого дома были открыты для друзей отца, а потом и товарищей повзрослевших сыновей. В разные годы здесь бывали К. Н. Батюшков, П. А. Вяземский, А. С. Грибоедов, В. А. Жуковский, Н. И. Гнедич, И. А. Крылов, С. И. Муравьев-Апостол (сослуживец брата Петра по Семёновскому полку) и многие другие. В конце 1810-х в доме Олениных стал бывать и А. С. Пушкин. Гости участвовали в «традиционных праздненствах», которые каждый год проводились ко дню рождения (2 мая) и именинам (5 сентября) хозяйки. Варвара Оленина вспоминала: «Всё было весело, радушно, довольно, дружно, просто, свободно, — а между тем sans de dignité, играли в разные игры, как-то: лапта, горелки, жгуты, la balle и прочее: в кольца, в мячики, в волан. И не находили que ce n’ést ni ennuieux, ni mesquin, ni ridicule.» На сцене домашнего театра ставили любительские спектакли, в которых роли исполняли и молодые Оленины.
Кроме участия в семейных постановках, Алексей увлекался рисованием и слыл «большим мастером» альбомных рисунков. И. Крылов писал находившемуся за границей Алексею Алексеевичу: «Я уж воображаю, например, приятные вечера, когда будете вы нас разрисовывать, вашу любезную семью — и от чистого сердца желаю их ускорить … Что до нас, то мы здесь всё те же — и так же любим вас, как прежде. Прощайте, любезный наш Алексей Алексеевич, будьте здоровы, возвратитесь к нам скорее и обрадуйте — как ваших родных, так и друзей ваших.»
В апреле 1817 года поступил на службу в Гвардейский Генеральный Штаб в чине прапорщика и был прикомандирован к военно-топографическому депо, состоя в котором, он сделал план города Павловска, за что был награждён бриллиантовым перстнем. Подпоручик (30.8.1818), поручик (30.7.1819 за отличие). В 1821 году отправлен на военное обозрение Псковской губернии и награждён орденом Анны 3 степени. Бриллиантовый перстень Оленин получил и в феврале 1823 года за составление описания кампании 1813 года и при съёмке реки Березины. С марта по октябрь того же года Оленин, уже в чине штабс-капитана (2.4.1822), был начальником военного обозрения Тверской губернии, и за службу был награждён орденом Святого Владимира 4 степени.
Алексей Оленин состоял членом Союза благоденствия, одним из активных участников которого был кузен его отца князь Сергей Волконский. В 1821 году Крылов написал Алексею Алексеевичу письмо, содержавшее две басни «Плотичка» и «Овца» и просьбу «не давать никому переписывать сих басен». И. X. Речицкий в своей работе «Крылов и Оленины» предполагает, что таким способом Оленина предупреждали о грозящей опасности. В мае 1821 года А. X. Бенкендорф представил Александру I записку, автором которой был агент М. К. Грибовский, внедрённый в «Союз Благоденствия». В записке указывались руководители и наиболее активные члены общества, в числе «примечательнейших по ревности» был назван и Оленин. В мае 1825 года Алексей Алексеевич получил отпуск за границу сроком на один год «для поправления здоровья», поэтому непосредственного участия в восстании на Сенатской площади не принимал и к следствию не привлекался, но ему и всей семье пришлось пережить немало тяжёлых минут. Во время одного из допросов К. Ф. Рылеев показал: «<Алексея Алексеевича> Оленина видел раза три и слышал от Оболенского, что он был членом общества». Весной 1826 года отпуск Оленина закончился, и он отправился в Россию вместе с Д. Н. Свербеевым, который позднее вспоминал: «Не доезжая до Праги, в богемском городе Пильзене Оленин нашёл давно ожидаемое им письмо из Петербурга от своих родителей и, развернув его, преобразился от восхищения: ему прислали продолжение отпуска. В порыве восторга он проговорился мне, что ожидал над собой следствия и суда, но тотчас же очнулся и убедительно просил более об этом его не расспрашивать. Дальше ему ехать со мной было незачем». И хотя участие Оленина-младшего «высочайше повелено было оставить без внимания», многие друзья и родственники семьи пострадали. Алексей Николаевич писал к Гнедичу 29 июля 1827 года: «Непостоянство судеб человеческих рассеяло приютинское общество по лицу земли: многие лежат уже в могиле, многие влачат тягостную жизнь в дальних пределах света, а многие ближние рассеялись по разным странам, как то: Пётр, Алексей и Варвара! …Из сего следует, что наше теперешнее общество очень жидко стало.»
В январе 1827 года Оленин в чине капитана оставил военную службу «по болезни» и поступил переводчиком в Азиатский Департамент Министерства иностранных дел, и вскоре был откомандирован в Департамент уделов. В мае 1828 года Оленин за поднесённый императору труд «Историко-статистические замечания о Константинополе» удостоился монаршего благоволения.
Весной и летом 1828 года Оленин вновь сблизился с Пушкиным и стал членом дружеского кружка, включавшего, кроме поэта, П. А. Вяземского, А. С. Грибоедова, Н. Д. Киселёва,, А. Мицкевича и П. Л. Шиллинга. Пушкин стал часто наезжать в Приютино и увлекся младшей сестрой Алексея Алексеевича — Анной. 25 мая 1828 семья Оленина и его товарищи совершили развлекательное путешествие в Кронштадт. Князь Вяземский писал жене Вере Фёдоровне: «Старик Оленин ссорится с англичанином <…>. Оленин-сын выпивает портера и водки на одну персону на 21 рубль. C’est sublime. Пушкин дуется, хмурится, как погода, как любовь.»
В феврале 1830 года Оленин был назначен для занятий в Министерство юстиции, в котором числился до 1836 года. В 1831 году включён в состав комиссии для разбора дел Государственного и Сенатского архивов; в 1832 году Оленину был поручен разбор и приведение в порядок дел и бумаг Департамента министерства юстиции и контроль движения дел Судных отделений того же департамента; в 1833 году Оленин был определён за обер-прокурорский стол в 4-м Департаменте Сената.
После кратковременной отставки Оленин вновь поступил на службу в Министерство финансов. В 1843 году в чине действительного статского советника он был назначен чиновником особых поручений Департамента Государственного Казначейства, а в апреле 1849 года вновь был принят на службу в ведомство Министерства юстиции и определён за обер-прокурорский стол 5-го, затем 3-го департамента Сената.
Д. Н. Свербеев, лично знакомый с Олениным в молодости, в своих записках вспоминал его как «весёлого забавника», который «забавлял весёлыми разсказами и почти всегда был замечательно любезен во всяком обществе», однако при этом имел «способности дразнить донельзя каждого, кто с ним надолго связывался», «подмечать и выставлять слабую сторону людей» и «оскорблять своим цинизмом.» Будучи гастрономом и «имея страсть к вину», Оленин «любил и поесть, и выпить, и пожить на чужой счёт.»
Со временем нрав Оленина ухудшился. По словам Л. В. Дубельта, будучи человеком «крайне раздражительного характера», он «своим обращением с прислугою вывел оную из терпения» и на него было совершено первое покушение. В сентябре 1852 года его крепостной Лев Васильев, «явясь в полицию, объявил, что он нанес владельцу своему удар по лбу обухом топора с намерением убить его. Полиция нашла Оленина живым, но тяжко раненым с повреждением черепа».
25 декабря 1854 года Алексей Алексеевич Оленин был убит топором своими крепостными Тимофеевым и Меркуловым. Убийцы сами признались в преступлении, сказав, что «сделали это по причине жестокого с ними обращения их барина». Погребён на кладбище Александро-Невской Лавры.

## Брак и дети

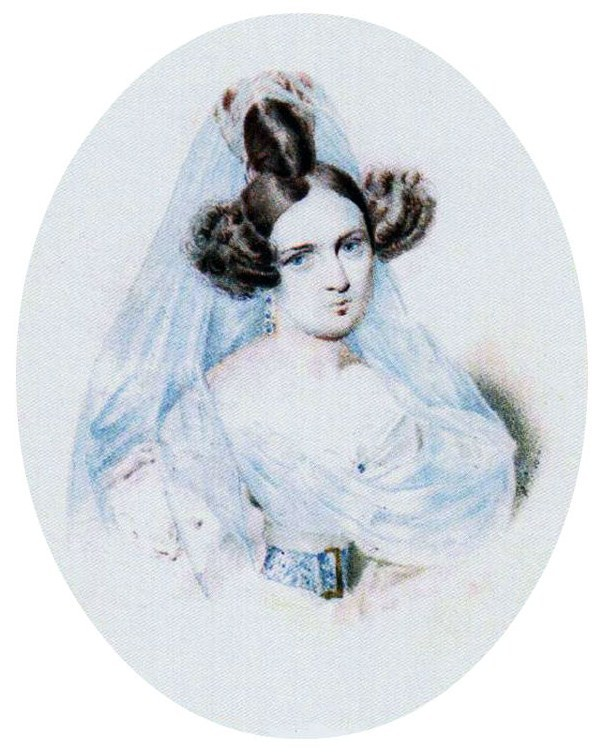
Александра Андреевна

Жена (с 15 мая 1833 года) — княжна Александра Андреевна Долгорукова (1807—18.11.1859), девятая из десятерых детей князя Андрея Николаевича Долгорукова от брака его с Елизаветой Николаевной Салтыковой. П. А. Вяземский писал А. И. Тургеневу 6 февраля 1833 года: 
Алексей Оленин женится на Долгоруковой, сестре князя Илии. Люблю очень Оленина за холостым обедом, но не понимаю, как решиться принять его в брачное ложе; видно уже не́кого. А она довольно мила.
В браке родились:
- Дмитрий (06.10.1835—1884), камергер, женат на княжне Зинаиде Михайловне Урусовой (1845—1917);
- Александр (1837—1888), женат на княжне Софье Владимировне (1837—1896), дочери князя В. В. Львова;
- Мария (1841— ?), жена барона Дмитрия Петровича Дальгейма;
- Григорий (1845—1875).